# Beringen (Vlaams-Brabant)
Beringen is een gehucht in de Belgische provincie Vlaams-Brabant. Het ligt in de gemeente Pepingen, minder dan een kilometer ten noordwesten van het dorpscentrum. Een halve kilometer verder ten noordwesten ligt het gehucht Kestergat. Ten zuiden van Beringen stroomt de Beringenbeek.

## Geschiedenis
Tijdens het ancien régime lag het grondgebied van het huidige Pepingen op de grens van het graafschap Henegouwen het graafschap Leuven, dat later in het hertogdom Brabant opging. Het grensgebied kende een complexe situatie waar Henegouwen en Brabant diverse enclaves in elkaars gebied hadden. Op de Ferrariskaart uit de jaren 1770 is zo het gehucht Beringhen weergeven, iets ten noordwesten van het dorp Pepinghe. Waar op de kaart Pepingen in het baljuwschap Edingen in het graafschap Henegouwen ligt, ligt Beringen met onder meer ook het noordwestelijker gehucht Kestergadt in het Hertogdom Brabant.
Op het eind van het ancien régime werd Beringen een gemeente, maar in 1820 werd deze al opgeheven en bij Pepingen gevoegd.

## Verkeer en vervoer
Beringen ligt langs de N28, de steenweg van Ninove naar Halle.